# Universidad de Hawái en Mānoa
La Universidad de Hawái en Mānoa es una universidad pública de investigación coeducacional, así como el campus emblemático del sistema de la Universidad de Hawái. La escuela se localiza en Mānoa, un vecindario afluente de Honolulu, condado de Honolulu, Hawái, Estados Unidos, aproximadamente tres millas del este y del interior de Honolulu céntrico y de  1.6 kilómetros (una milla) de Ala Moana y de Waikiki. El campus ocupa la mitad este de la boca del Valle de Mānoa. Los colores de la escuela son verdes y blancos.